# Кошаркашка репрезентација Мађарске
Кошаркашка репрезентација Мађарске је кошаркашки тим који представља Мађарску на међународним такмичењима и под контролом је Кошаркашког савеза Мађарске.

## Медаље
- Еуробаскет 1946 -  Бронзана медаља
- Еуробаскет 1953 -  Сребрна медаља
- Еуробаскет 1955 -  Шампиони

## Резултати репрезентације

### Европска првенства
| Година | Позиција | Турнир                   |
| ------ | -------- | ------------------------ |
| 1935.  | 9        | Европско првенство 1935. |
| 1937.  | -        | Европско првенство 1937. |
| 1939.  | 7        | Европско првенство 1939. |
| 1946.  | 3        | Европско првенство 1946. |
| 1947.  | 7        | Европско првенство 1947. |
| 1949.  | -        | Европско првенство 1949. |
| 1951.  | -        | Европско првенство 1951. |
| 1953.  | 2        | Европско првенство 1953. |
| 1955.  | 1        | Европско првенство 1955. |
| 1957.  | 4        | Европско првенство 1957. |
| 1959.  | 4        | Европско првенство 1959. |
| 1961.  | 6        | Европско првенство 1961. |
| 1963.  | 4        | Европско првенство 1963. |
| 1965.  | 15       | Европско првенство 1965. |
| 1967.  | 13       | Европско првенство 1967. |
| 1969.  | 8        | Европско првенство 1969. |
| 1971.  | -        | Европско првенство 1971. |
| 1973.  | -        | Европско првенство 1973. |
| 1975.  | -        | Европско првенство 1975. |
| 1977.  | -        | Европско првенство 1977. |
| 1979.  | -        | Европско првенство 1979. |
| 1981.  | -        | Европско првенство 1981. |
| 1983.  | -        | Европско првенство 1983. |
| 1985.  | -        | Европско првенство 1985. |
| 1987.  | -        | Европско првенство 1987. |
| 1989.  | -        | Европско првенство 1989. |
| 1991.  | -        | Европско првенство 1991. |
| 1993.  | -        | Европско првенство 1993. |
| 1995.  | -        | Европско првенство 1995. |
| 1997.  | -        | Европско првенство 1997. |
| 1999.  | 14       | Европско првенство 1999. |
| 2001.  | -        | Европско првенство 2001. |
| 2003.  | -        | Европско првенство 2003. |
| 2005.  | -        | Европско првенство 2005. |
| 2007.  | -        | Европско првенство 2007. |
| 2009.  | -        | Европско првенство 2009. |
| 2011.  | -        | Европско првенство 2011. |
| 2013.  | -        | Европско првенство 2013. |
| 2015.  | -        | Европско првенство 2015. |
| 2017.  | 15       | Европско првенство 2017. |
| 2022.  | 23       | Европско првенство 2022. |

### Олимпијске игре
| Година | Позиција | Турнир                                     | Домаћин              |
| ------ | -------- | ------------------------------------------ | -------------------- |
| 1936.  | -        | Кошарка на Летњим олимпијским играма 1936. | Немачка              |
| 1948.  | 16       | Кошарка на Летњим олимпијским играма 1948. | Уједињено Краљевство |
| 1952.  | 9        | Кошарка на Летњим олимпијским играма 1952. | Финска               |
| 1956.  | -        | Кошарка на Летњим олимпијским играма 1956. | Аустралија           |
| 1960.  | 7        | Кошарка на Летњим олимпијским играма 1960. | Италија              |
| 1964.  | 13       | Кошарка на Летњим олимпијским играма 1964. | Јапан                |
| 1968.  | -        | Кошарка на Летњим олимпијским играма 1968. | Мексико              |
| 1972.  | -        | Кошарка на Летњим олимпијским играма 1972. | Немачка              |
| 1976.  | -        | Кошарка на Летњим олимпијским играма 1976. | Канада               |
| 1980.  | -        | Кошарка на Летњим олимпијским играма 1980. | Совјетски Савез      |
| 1984.  | -        | Кошарка на Летњим олимпијским играма 1984. | САД                  |
| 1988.  | -        | Кошарка на Летњим олимпијским играма 1988. | Јужна Кореја         |
| 1992.  | -        | Кошарка на Летњим олимпијским играма 1992. | Шпанија              |
| 1996.  | -        | Кошарка на Летњим олимпијским играма 1996. | САД                  |
| 2000.  | -        | Кошарка на Летњим олимпијским играма 2000. | Аустралија           |
| 2004.  | -        | Кошарка на Летњим олимпијским играма 2004. | Грчка                |
| 2008.  | -        | Кошарка на Летњим олимпијским играма 2008. | Кина                 |

## Састави репрезентације по годинама
1935 ЕП: позиција 9. од 10 репрезентација
Ференц Велкеи, Золтан Чањи, Ференц Колож, Шандор Нађ, Ласло Рожа, Иштван Самоши, Емул Козма, Тибор Лехел, Шандор Лелкеш, Золтан Суњог (Тренер: Иштван Кираљ)
1939 ЕП: позиција 7. од 8 репрезентација
Ференц Велкеи, Золтан Чањи, Иштван Самоши, Шандор Чањи, Јанош Сабо, Геза Бајари, Геза Кардош, Аба Сатмари, Јанош Ђимеши, Ђула Штолпа (Тренер: Иштван Кираљ)
1946 ЕП: позиција 3. од 10 репрезентација
Ференц Немет, Тибор Мезефи, Ференц Велкеи, Геза Кардош, Ђерђ Нађ, Ласло Кираљхиди, Геза Рац, Еде Вадаси, Геза Бајари, Антал Банкути (Тренер: Иштван Кираљ)
1947 ЕП: позиција 7. од 14 репрезентација
Ференц Немет, Тибор Мезефи, Геза Бајари, Иштван Тимар, Еде Вадаси, Ђула Тот, Геза Кардош, Ервин Касаи, Бела Банкути, Ласло Кираљхиди, Ласло Надажди, Антал Банкути (Тренер: Иштван Кираљ)
1948 ОИ: позиција 16. од 23 репрезентација
Тибор Мезефи, Ђерђ Нађ, Тибор Жирош, Геза Кардош, Јожеф Козма, Иштван Тимар, Атила Тимар, Јанош Халас, Иштван Ловрић, Еде Вадаси, Антал Банкути, Ласло Новаковски
1952 ОИ: позиција 16. од 23 репрезентација
Јанош Гремингер, Тибор Мезефи, Тибор Жирош, Ласло Ходи, Ласло Банхеђи, Пал Богар, Јанош Шимон, Тибор Челко, Петер Пап, Тибор Цинкан, Ђерђ Бокор, Еде Комароми, Ђерђ Телегди
1953 ЕП: позиција 2. од 17 репрезентација
Јанош Гремингер, Тибор Мезефи, Ласло Ходи, Јанош Ходи, Тибор Жирош, Ласло Банхеђи, Јанош Шимон, Тибор Челко, Тибор Ремаи, Петер Пап, Тибор Цинкан, Пал Богар, Ђерђ Бокор, Еде Комароми (Тренер: Јанош Падер)
1955 ЕП: позиција 1. од 18 репрезентација
Јанош Гремингер, Тибор Мезефи, Ласло Тот, Јанош Ходи, Тибор Цинкан, Јанош Далош, Тибор Жирош, Ласло Банхеђи, Јанош Бенце, Ласло Ходи, Петер Пап, Пал Богар, Тибор Челко, Јанош Шимон (Тренер: Јанош Падер)
1957 ЕП: позиција 4. од 16 репрезентација
Јанош Гремингер, Ласло Тот, Тибор Жирош, Ласло Габањи, Ласло Банхеђи, Јанош Шимон, Иштван Липтаи, Тибор Цинкан, Јанош Бенце, Пал Борбељ, Золтан Јудик, Ервин Кесеј, Иштван Шахин-Тот (Тренер: Золтан Чањи)
1959 ЕП: позиција 4. од 17 репрезентација
Јанош Гремингер, Тибор Жирош, Ласло Габањи, Тибор Цинкан, Јанош Шимон, Ласло Банхеђи, Арпад Глац, Јанош Бенце, Ото Темешвари, Золтан Јудик, Миклош Бохати, Мерењи (Тренер: Јанош Падер)
1960 ОИ: позиција 9. од 16 репрезентација
Јанош Гремингер, Тибор Жирош, Ласло Банхеђи, Јанош Шимон, Ласло Габањи, Иштван Липтаи, Арпад Глац, Ото Темешвари, Јанош Бенце, Ђерђ Полик, Золтан Јудик, Миклош Бохати (Тренер: Јанош Падер)
1961 ЕП: позиција 6. од 19 репрезентација
Ласло Габањи, Јанош Бенце, Иштван Липтаи, Ото Темешвари, Иштван Шахин-Тот, Габор Кулчар, Геза Ђулаи, Ђерђ Полик, Јанош Тубој, Миклош Бохати, Јожеф Ковач, Валер Бана (Тренер: Јанош Падер)
1963 ЕП: позиција 4. од 16 репрезентација
Јанош Гремингер, Јанош Шимон, Ласло Габањи, Јанош Бенце, Ото Темешвари, Арпад Глац, Пал Коцка, Ђерђ Полик, Тибор Канђал, Ђерђ Вајдович, Јожеф Присол, Миклош Бохати (Тренер: Тибор Жирош)
1964 ОИ: позиција 13. од 16 репрезентација
Јанош Гремингер, Ласло Габањи, Јанош Бенце, Арпад Глац, Тибор Канђал, Ђерђ Полик, Миклош Бохати, Јанош Рац, Андраш Хан, Јожеф Присол, Пал Коцка, Одон Лендвај (Тренер: Тибор Жирош)
1965 ЕП: позиција 15. од 16 репрезентација
Ђерђ Полик, Јанош Рац, Маћаш Ранки, Јожеф Тот, Пал Коцка, Ласло Корањи, Одон Лендвај, Ласло Орбај, Иштван Фекете, Ференц Хариш, Валер Бана, Габор Кулчар (Тренер: Тибор Жирош)
1967 ЕП: позиција 13. од 16 репрезентација
Имре Њитраи, Ласло Габањи, Тибор Канђал, Ђерђ Полик, Јожеф Присол, Валер Бана, Ласло Орбај, Ласло Корањи, Јожеф Ковач, Иштван Халмош, Одон Лендвај, Габор Кулчар (Тренер: Јанош Сабо)
1969 ЕП: позиција 8. од 12 репрезентација
Ласло Габањи, Јожеф Ковач, Иштван Банхеђи, Јожеф Присол, Валер Бана, Ласло Орбај, Саболч Ходи, Иштван хегедуш, Одон Лендвај, Иштван Ђурашитш, Тамаш Палфи, Шандор Гелер (Тренер: Реже Есеки)
1999 ЕП: позиција 14. од 16 репрезентација
Корнел Давид, Роберт Гујаш, Иштван Немет, Ласло Циглер, Ласло Калман, Роланд Халм, Ерне Шитку, Тибор Панкар, Тамаш Бенце, Золтан Борош, Ласло Орос, Залан Месарош (Тренер: Лајош Месарош)